# William Godolphin, Marquess of Blandford

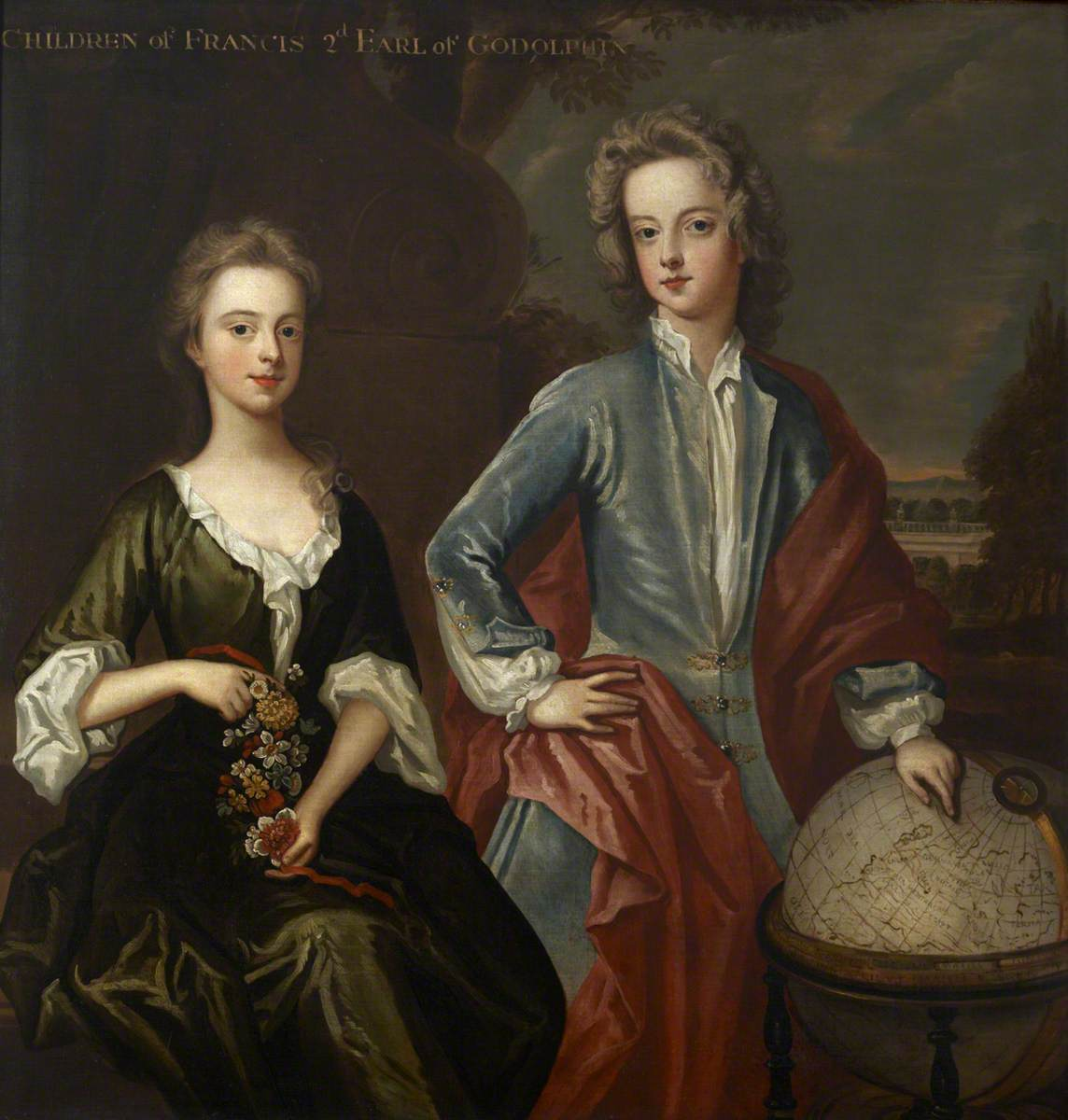
William Godolphin mit seiner Schwester Henrietta, um 1710

William Godolphin, Marquess of Blandford (* um 1699; † 24. August 1731 in Oxford, Oxfordshire) war ein britischer Adliger und Politiker.
Er war der älteste Sohn des Francis Godolphin, 2. Earl of Godolphin (1678–1766) aus dessen 1698 geschlossener Ehe mit Henrietta Churchill, 2. Duchess of Marlborough (1681–1733). Seit sein Vater 1712 den Titel Earl of Godolphin geerbt hatte, führte er als dessen Heir apparent den Höflichkeitstitel Viscount Rialton und erhielt 1722, als seine Mutter den Titel Duchess of Marlborough erbte, als ihr Heir apparent den Höflichkeitstitel Marquess of Blandford.
Er studierte ab Februar 1717 am Clare Hall College der Universität Cambridge und unternahm 1721 eine Grand Tour nach Italien. Er war von 1720 bis 1722 als Whig-Abgeordneter für Penrhyn in Cornwall und von 1722 bis 1731 für Woodstock in Oxfordshire Mitglied des britischen House of Commons. Im August 1730 erhielt er vom Balliol College der Universität Oxford die Ehrendoktorwürde eines Doctor of Civil Laws.
Bereits im Folgejahr starb er während eines Trinkgelages am Balliol College in Oxford, vermutlich an einem Schlaganfall. Da er vor seinen Eltern starb, erbte er nie deren Adelstitel. Seine am 25. April 1729 geschlossene Ehe mit Maria Catherina de Jong (1695–1779), Tochter des Peter Haeck de Jong (1671–1721), Bürgermeister von Utrecht, blieb kinderlos. Seine Witwe heiratete 1734 in zweiter Ehe Sir William Wyndham, 3. Baronet.